# جون د. كيلي (عسكري)
جون د. كيلي (بالإنجليزية: John D. Kelly)‏ هو عسكري أمريكي، ولد في 8 يوليو 1923 في Venango Township, Crawford County, Pennsylvania ‏ في الولايات المتحدة، وتوفي في 23 نوفمبر 1944 في فرنسا.